# Bahnhof Stralsund Rügendamm
Der Bahnhof Stralsund Rügendamm (auch: Rügendammbahnhof) ist einer der zwei Bahnhöfe in der Stadt Stralsund, er liegt an der Bahnstrecke Stralsund–Sassnitz. Das ehemalige Empfangsgebäude steht unter Denkmalschutz.

## Lage
Der Bahnhof an der Bahnstrecke Stralsund–Sassnitz liegt südöstlich der Innenstadt von Stralsund im Stadtgebiet Franken, nahe des Strelasunds und der Volkswerft Stralsund. Der nächste Bahnhof jenseits des Rügendamms auf Rügen ist der Bahnhof Altefähr, auf dem Festland Stralsund Hauptbahnhof.
Die Bundesstraße 96 grenzt an den Bahnhof.

## Geschichte
Der Rügendammbahnhof wurde zusammen mit dem Rügendamm, der Brücke über den Strelasund, am 5. Oktober 1936 eröffnet. Zur Eröffnung fuhr ein Sonderzug mit Ehrengästen, vom Stralsunder Hauptbahnhof kommend, kurz vor 14 Uhr durch den Haltepunkt, dabei ein über das Bahngleis gespanntes Band zerreißend, nach Altefähr. Im Jahr 1937 wurde das Empfangsgebäude eröffnet.

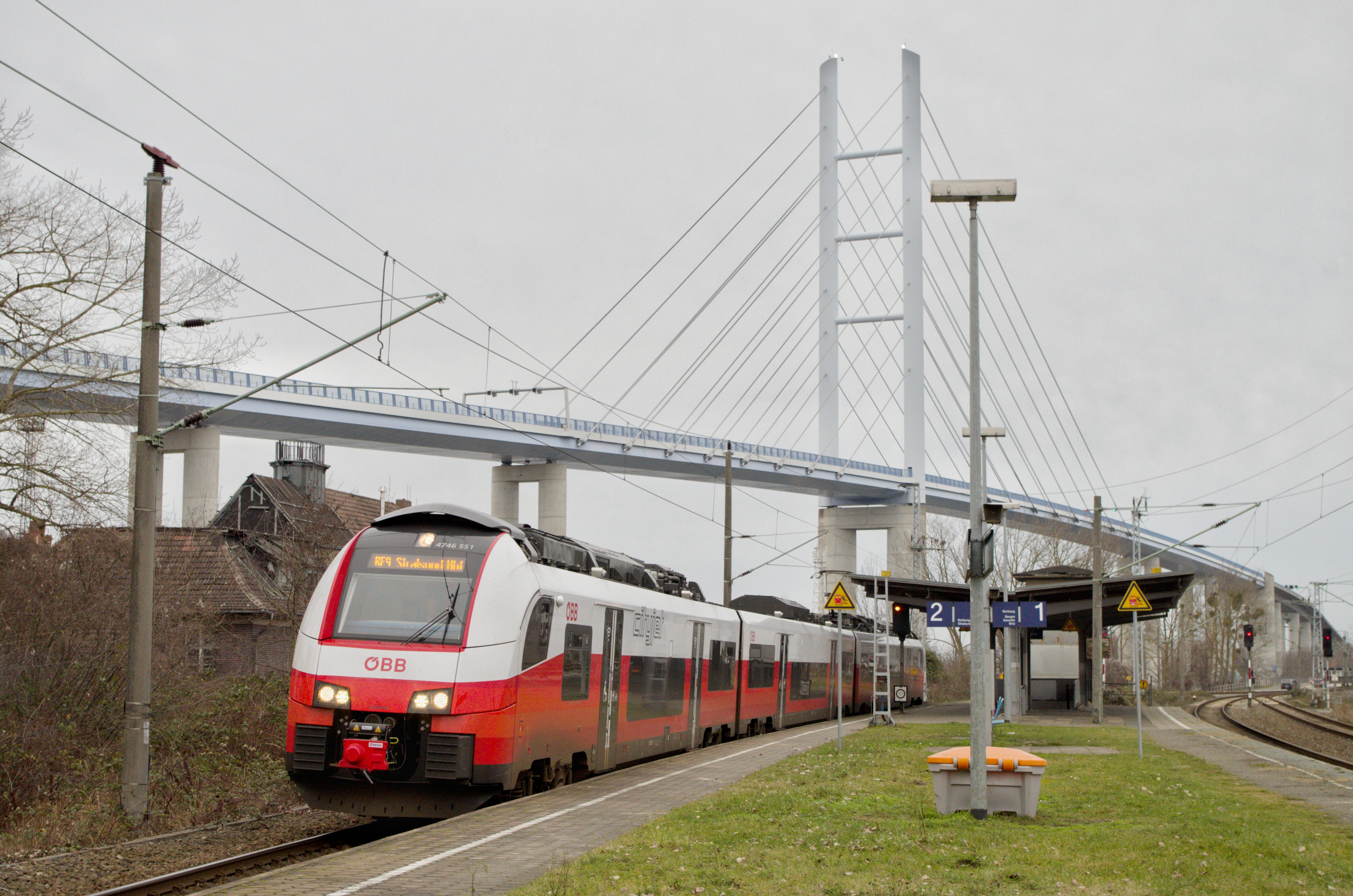
Zug des RE9 am Bahnsteig (2019)

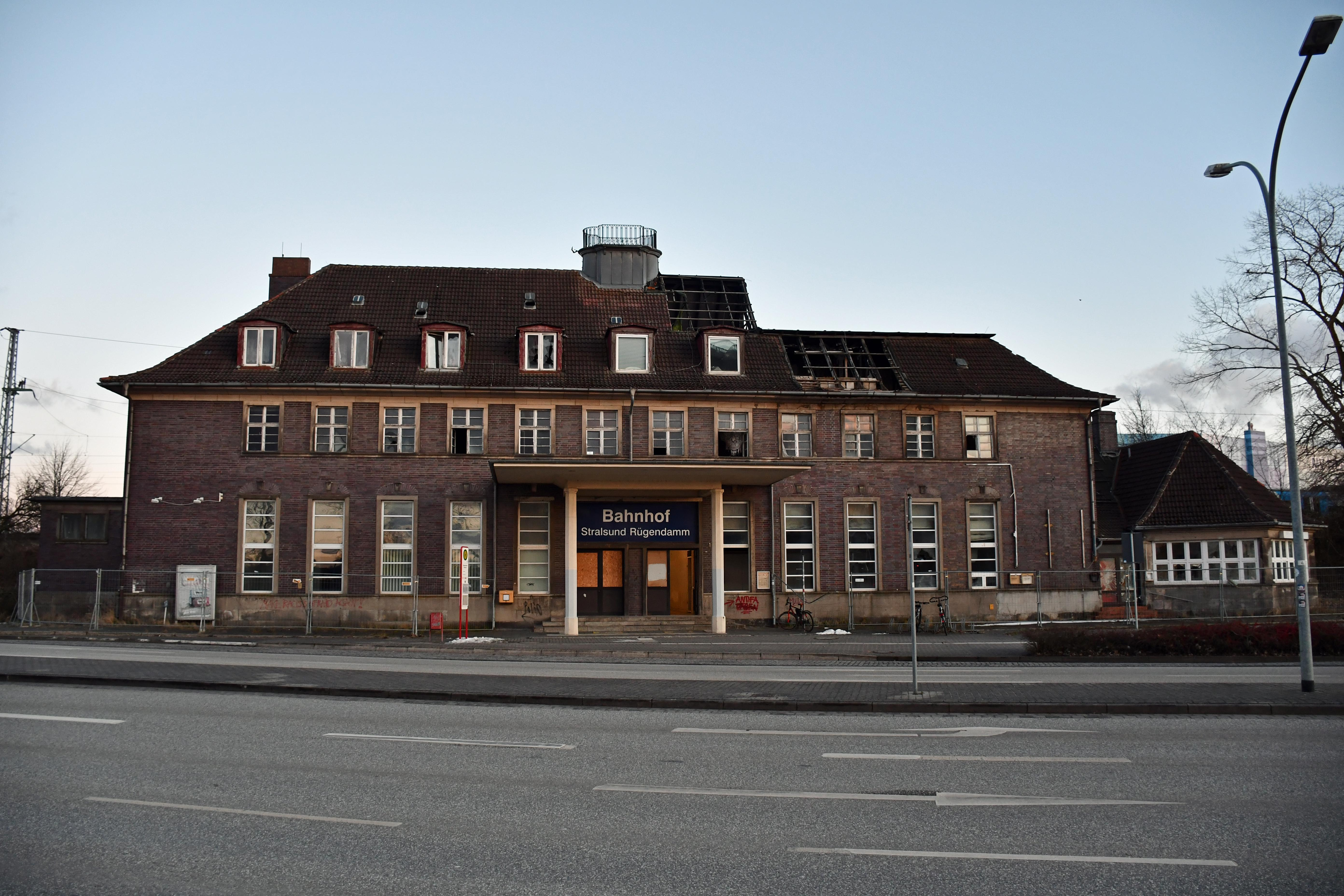
Bahnhofsgebäude am Platz des 17. Juni (2023)

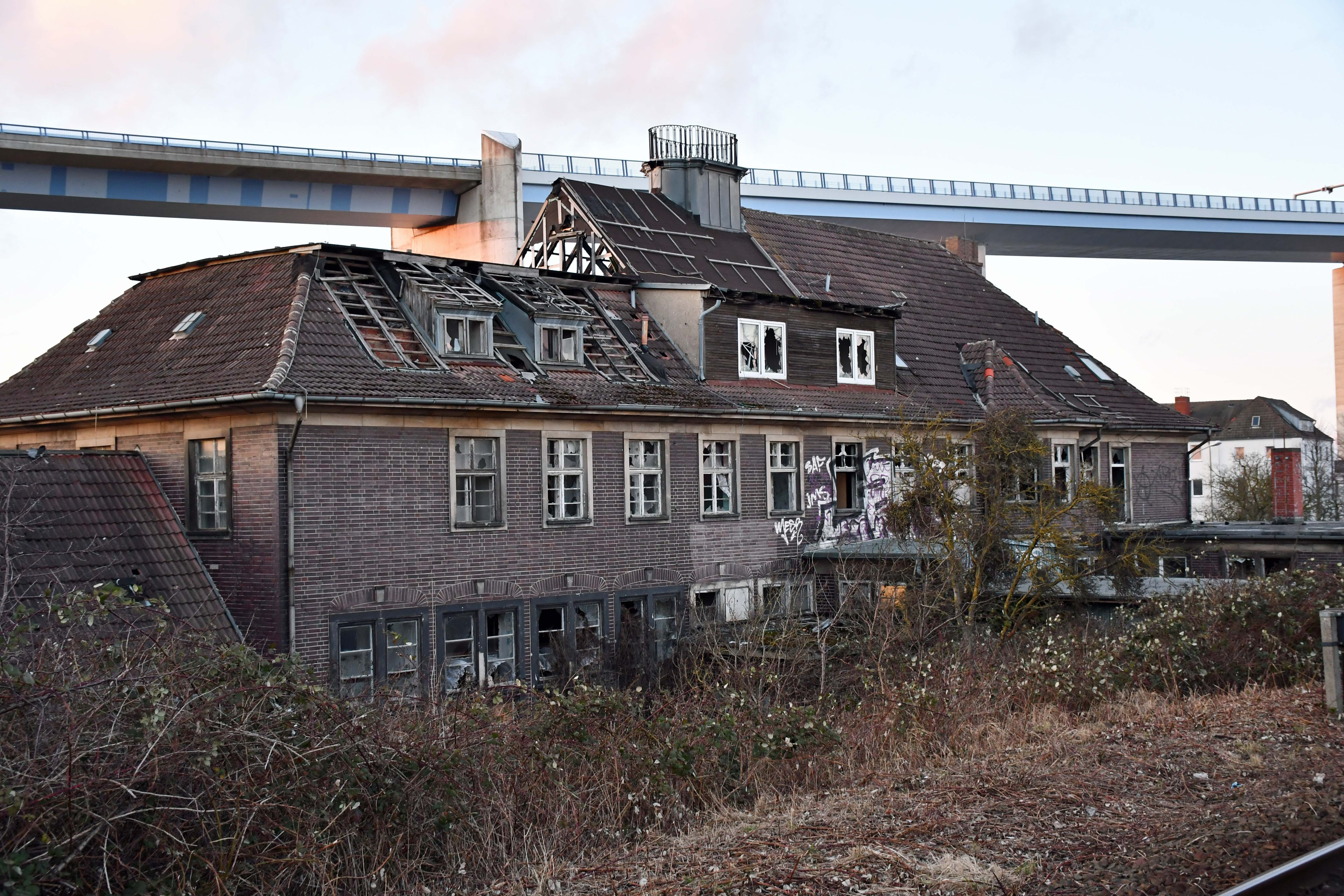
Ansicht des Gebäudes vom Bahnsteig aus (2023)

## Anlagen

### Bahnsteige und Gleise
Der Bahnhof wird von der DB InfraGO betrieben. Der teilweise überdachte Mittelbahnsteig, das Dach und der Zugang zu den Gleisen wurden Anfang der 2020er Jahre saniert.
Drei Gleise führen durch den Bahnhof.

### Sicherungstechnik
Der Bahnhof wird durch zwei elektromechanische Stellwerke – das BefehlsstellwerkRü und das Wärterstellwerk Zig – gesteuert.

### Ehemaliges Empfangsgebäude
Ein zwölfachsiger, zweieinhalbgeschossiger Backsteinbau wurde im Jahr 1937 als Empfangsgebäude eröffnet. Mittig angeordnet ist ein überdachtes Portal. Das Empfangsgebäude verfügte über eine Schalterhalle sowie eine Gaststätte. Auch mehrere Wohnungen und Büros gab es im Haus. Seit 2006 war das Haus nicht mehr als Empfangsgebäude genutzt worden, einzig der Durchgang zum Bahnsteig vom Platz des 17. Juni führte durch das Haus. Im Jahr 2014 wurden bei einem schweren Brand der Dachstuhl und die Decke des darunter liegenden Geschosses schwer beschädigt, ein Sachschaden um 250.000 Euro entstand dabei.
Die Deutsche Bahn AG als Eigentümer nicht nur der Bahnanlagen, sondern auch des ehemaligen Empfangsgebäudes, verkaufte das Haus im Jahr 2015, nachdem sie Einzelmaßnahmen zur Gebäudesicherung (Schließen von offenen Dachfenstern, Reparatur der provisorischen Dachhaut) vorgenommen hatte. Im Jahr 2016 zogen die letzten Mieter aus. Der Käufer begann mit Sanierungsarbeiten. Bei den Arbeiten am Dach brannte ein Teil ab, die Arbeiten wurden eingestellt. Anfang 2020 wurde das Gebäude weiterveräußert. Der neue Eigentümer, der einen Umbau zum Appartement-Haus plant, begann im November 2024 mit der Entkernung des Gebäudes.
Das Gebäude ist unter der Nr. 797 in die Liste der Baudenkmale in Stralsund eingetragen und steht unter Denkmalschutz.

## Anbindung
Stralsund Rügendamm an der Bahnstrecke Stralsund–Sassnitz wird stündlich durch die Regional-Express-Linie RE 9 bedient, die von Stralsund Hauptbahnhof nach Sassnitz bzw. Binz verkehrt. Alle 120 Minuten beginnen ihre Fahrten bereits in Rostock Hauptbahnhof.
Die Verkehrsgesellschaft Vorpommern-Rügen unterhält eine Haltestelle für den Stadtbusverkehr am Rügendammbahnhof.